# Aston Martin V8 Vantage (2005)
De Aston Martin V8 Vantage is een compacte sportwagen van het Britse merk Aston Martin. De V8 Vantage werd voor het eerst aan het publiek getoond tijdens de North American International Auto Show van 2003. Waar het in Detroit nog ging om een conceptmodel werd tijdens de Autosalon van Genève van 2005 het productiemodel onthuld.

## Model
Met de V8 Vantage betrad Aston Martin een markt waarin zij nog niet eerder actief was geweest. De compacte sportwagen met een V8-motor is een groot succes voor het Britse merk.
Een jaar na de introductie kwam er ook een V8 Vantage Roadster met een inklapbaar dak op de markt. In 2011 is er een sportievere versie van de auto gepresenteerd op de autosalon van Genève, de V8 Vantage S.

## Motorwijziging
In mei 2008 maakte Aston Martin bekend een motorwijziging door te voeren. De 4.3L V8 werd vervangen door een 4.7L V8 om de auto beter te laten presteren. Dit zorgde voor een vermogenstoename van 50pk en een daling van de 0–100 km/h tijd van 5 naar 4,8 seconden.